# Cadillac CT5
Cadillac CT5 — автомобиль бизнес-класса марки Cadillac. Пришёл на смену Cadillac CTS и Cadillac XTS.

## Описание

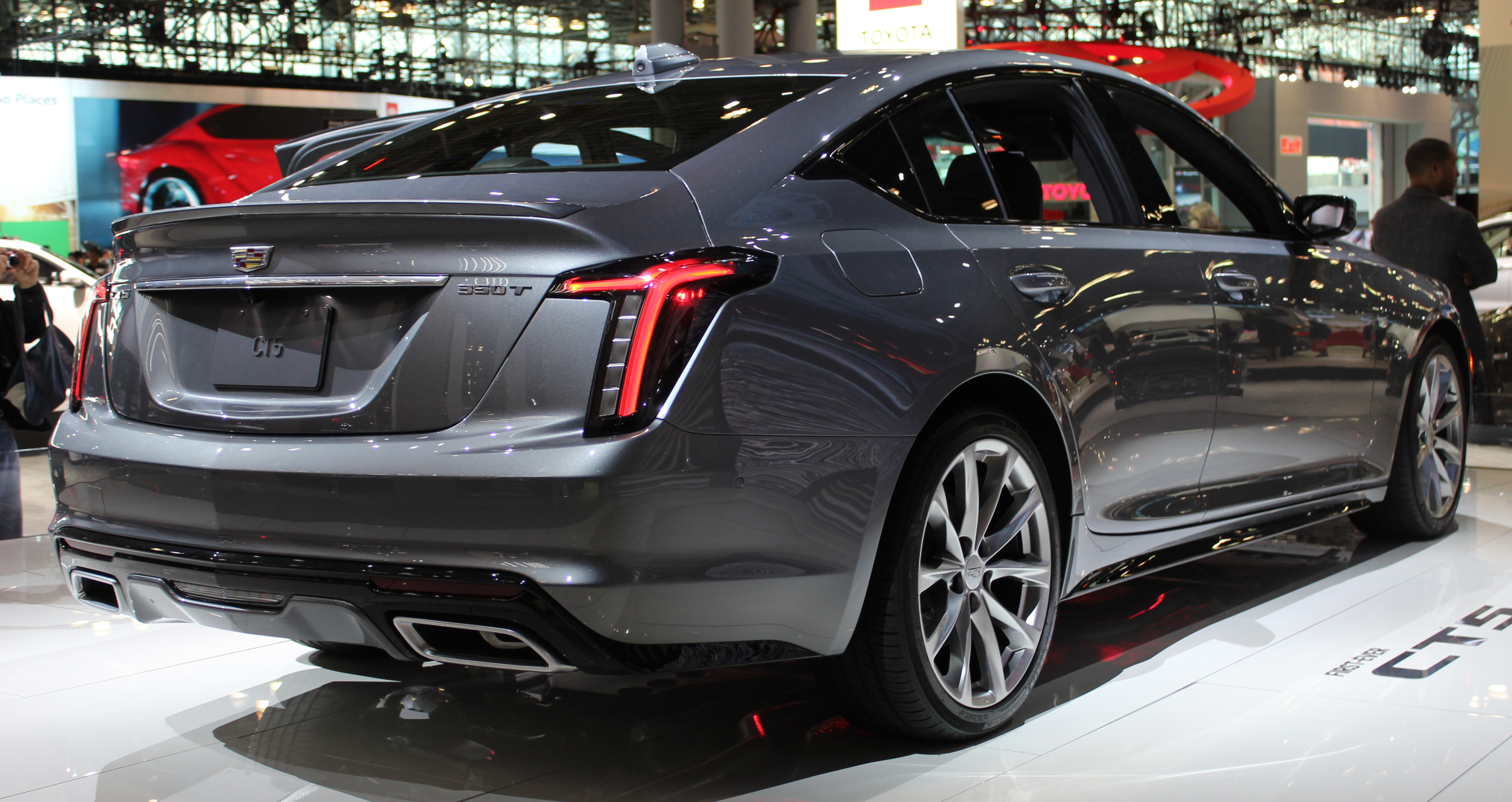
Вид сзади

Cadillac CT5 впервые был представлен на Нью-Йоркском международном автосалоне. В отличие от Cadillac CTS и Cadillac CT6, кузов выполнен в стиле фастбэк 1940-х годов. Продажи автомобиля начались в ноябре 2019 года в комплектациях Luxury, Premium Luxury, Sport и V.
Базовая модель оснащается 2,0-литровым двигателем LSY (I4) с турбонаддувом мощностью 237 л. с. при 5000 об/мин и крутящим моментом 350 Н·м при 1500—4500 об/мин. Опционально устанавливается 3,0-литровый двигатель LGY (V6) мощностью 335 л. с. и крутящим моментом 549 Н·м. CT5-V оснащается двигателем мощностью 360 л. с. при 5400 об/мин и крутящим моментом 549 Н·м при 2350—4000 об/мин. Каждый двигатель сочетается в паре с десятиступенчатой автоматической трансмиссией.
В США автомобиль поступил в продажу в четвёртом квартале 2019 года по цене 36895 долларов, а в Канаде цена составила 41998 долларов.

## CT5-V
Cadillac CT5-V был представлен 30 мая 2019 года. Он приводится в движение 3,0-литровым двигателем LGY (V6) с двойным турбонаддувом мощностью 360 л. с. при 5400 об/мин и крутящим моментом 549 Н·м при 2350—4000 об/мин. В США цена составляла 47695 долларов.

С 2020 года автомобиль оснащается подвеской MagneRide (GM Magnetic Ride Control).

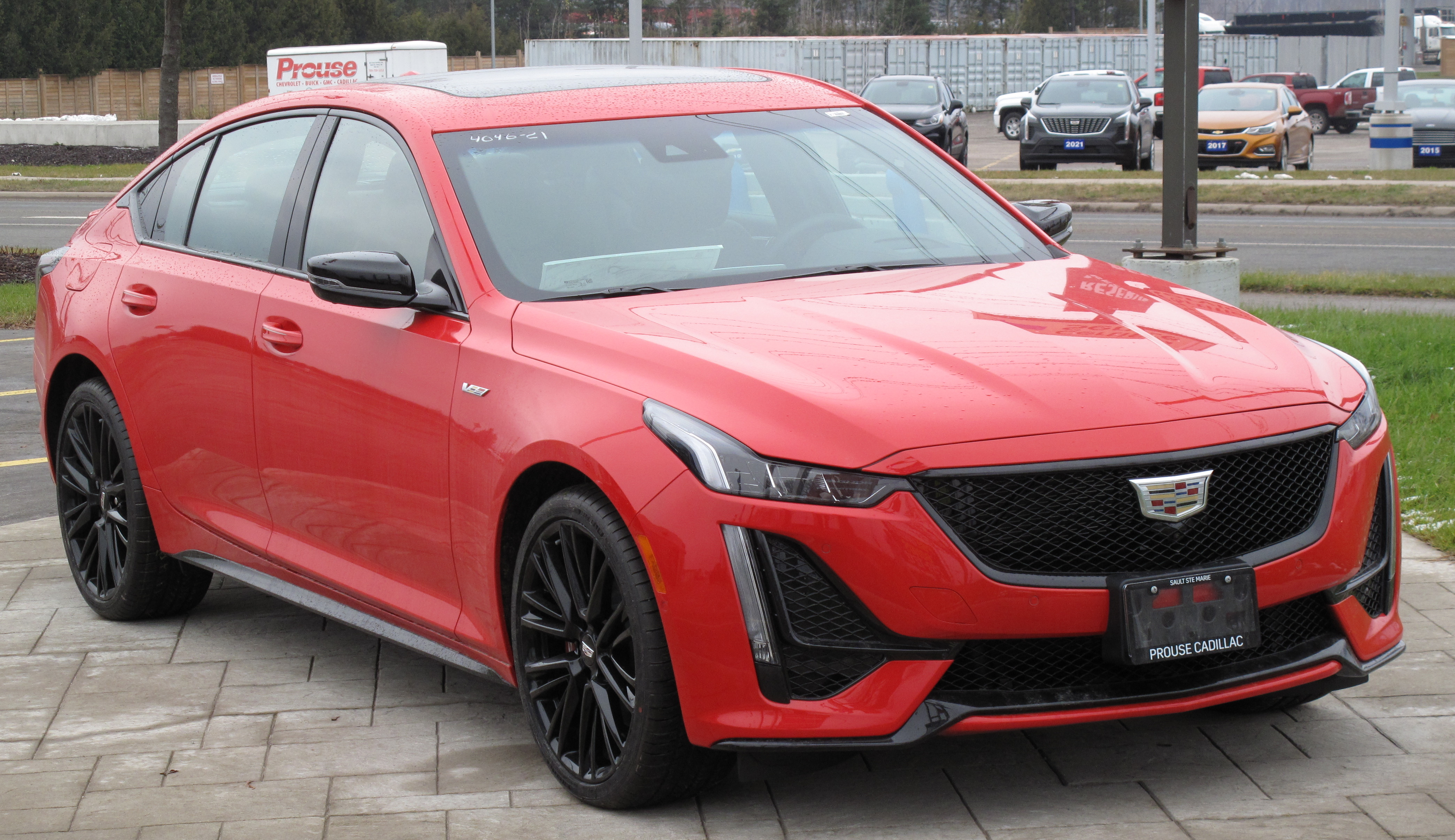
Вид спереди
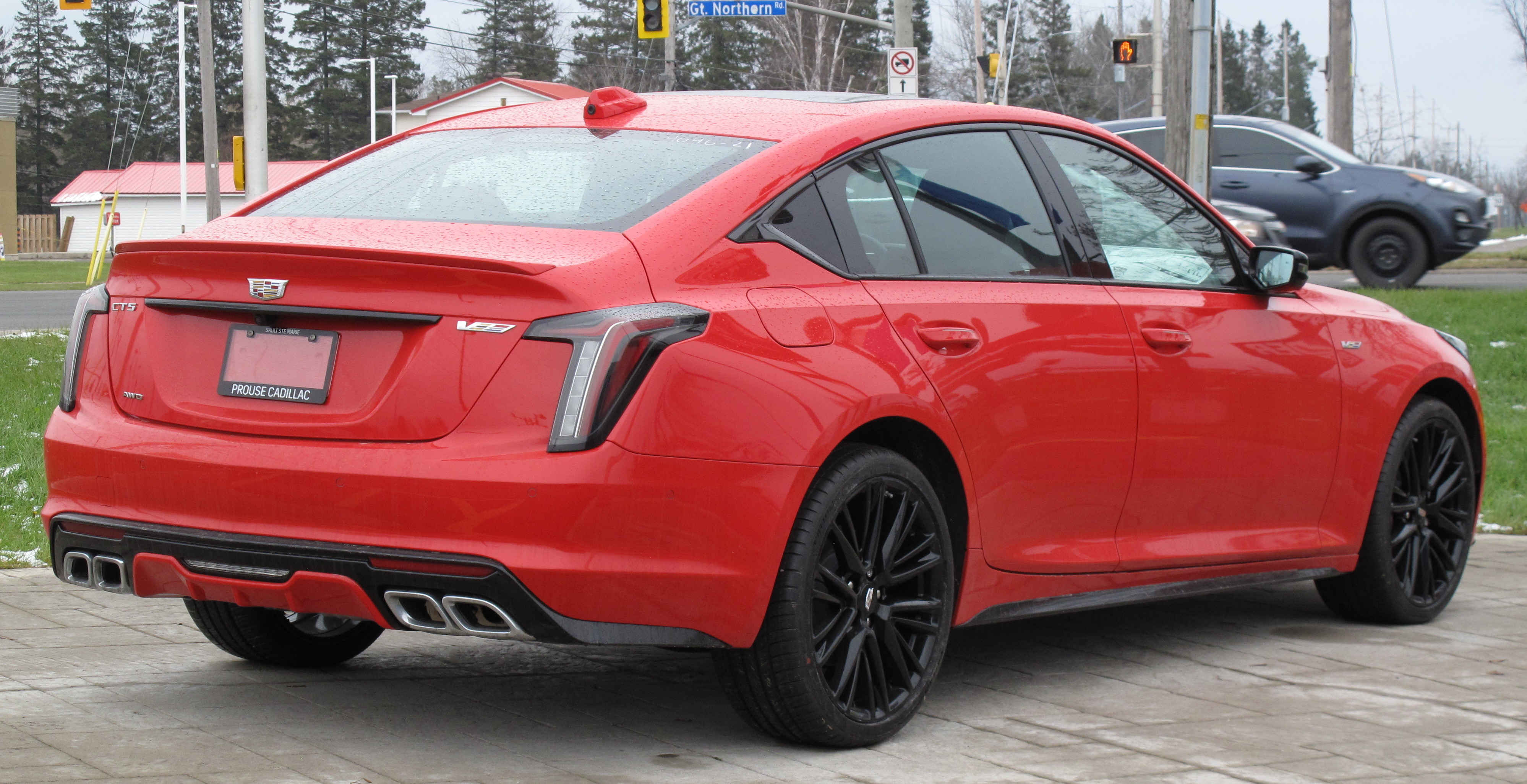
Вид сзади

## CT5-V Blackwing
CT5-V Blackwing впервые был представлен в начале 2021 года как более мощная версия CT5-V и преемник Cadillac CTS-V. Он оснащён 6,2-литровым двигателем V8 с наддувом мощностью 668 л. с. и крутящим моментом 893 Н⋅м в паре с шестиступенчатой механической трансмиссией. До 97 км/ч автомобиль разгоняется за 3,4 секунды. Максимальная скорость 336 км/ч.

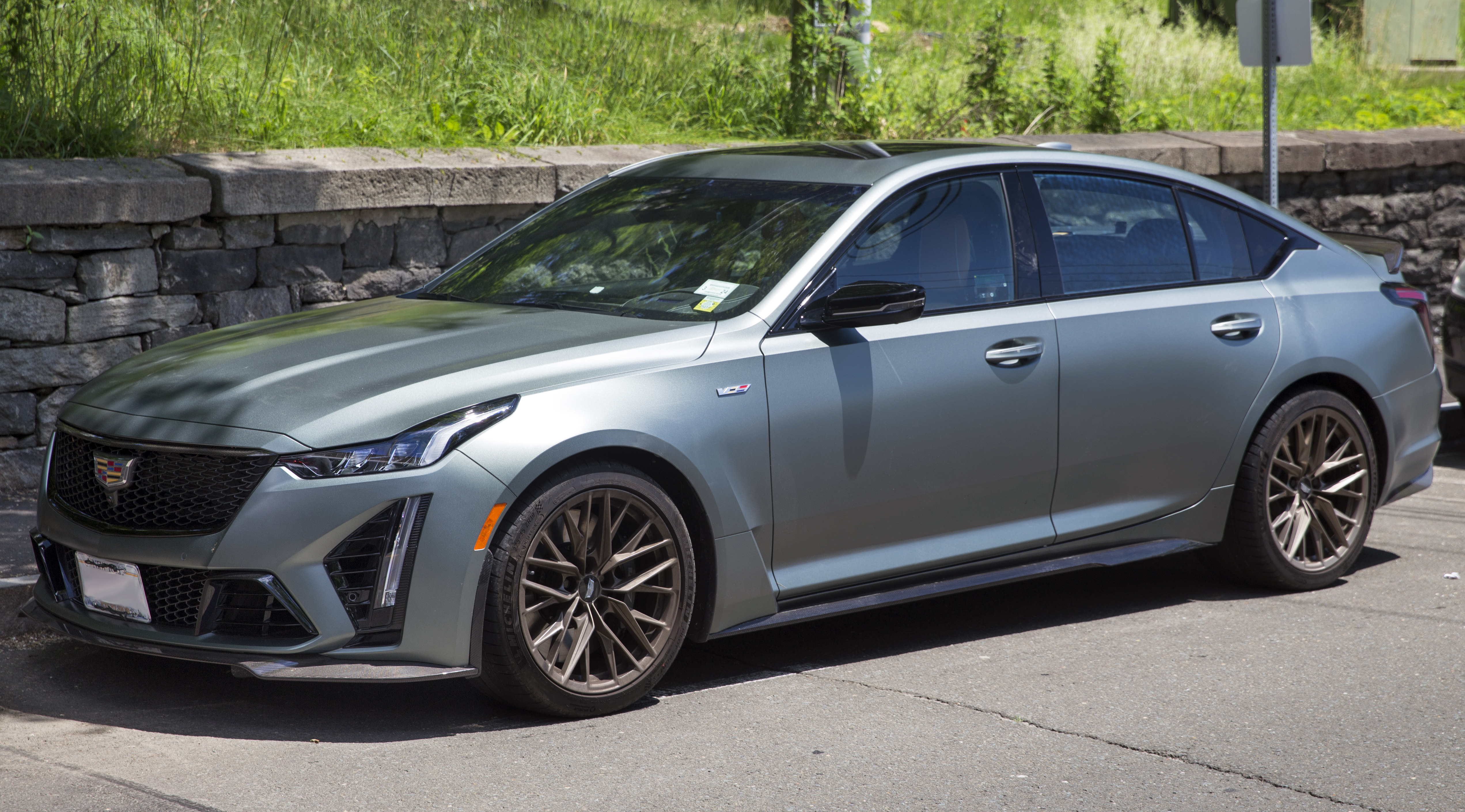
Вид спереди
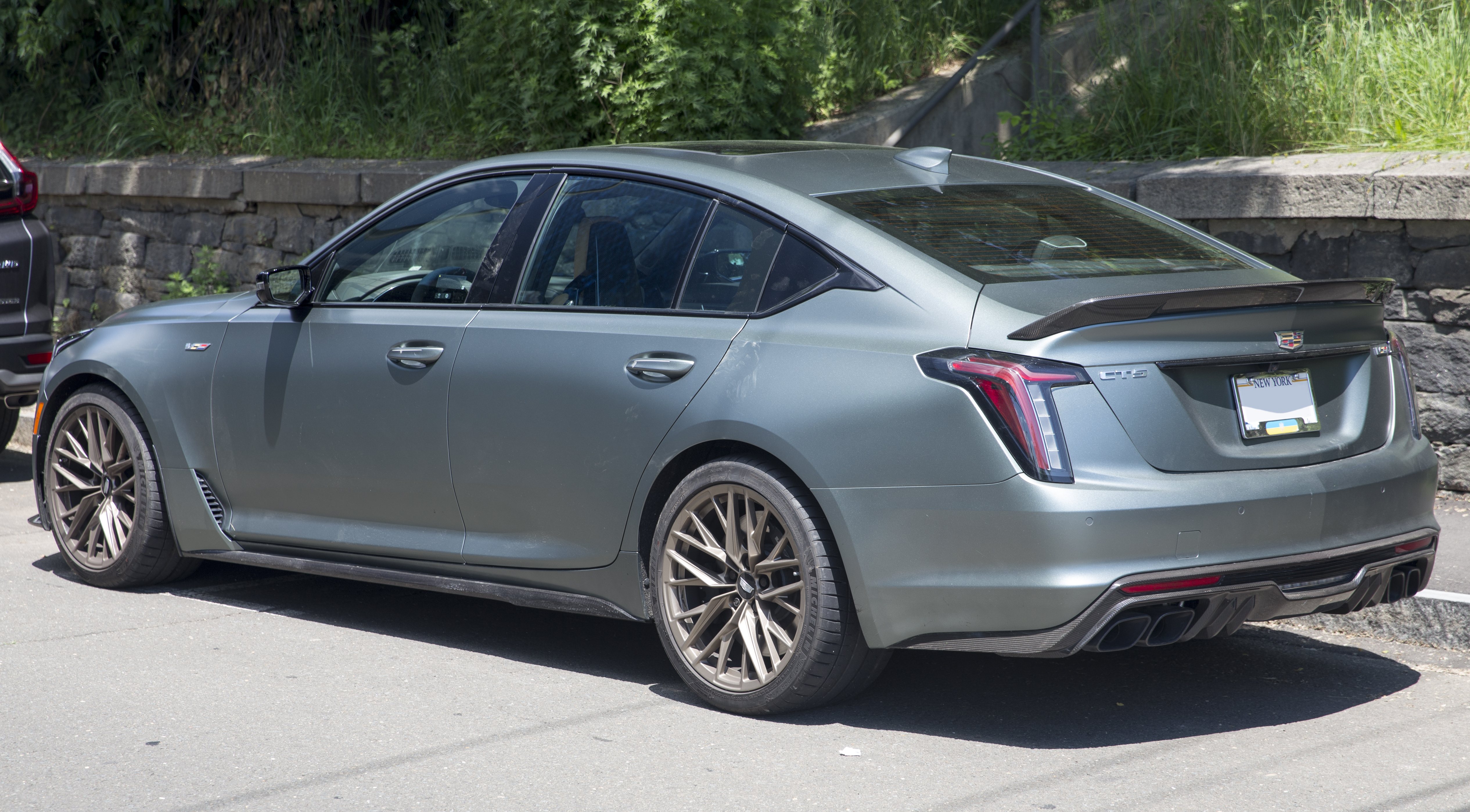
Вид сзади

## Продажи
| Год  | США    | Китай  |
| ---- | ------ | ------ |
| 2019 | 43     | 6,191  |
| 2020 | 14,711 | 45,026 |
| 2021 | 9,446  | 62,098 |
| 2022 | 15,896 |        |